# Ducu Bertzi
Ducu Bertzi (n. 21 septembrie 1955, Sighetu Marmației) este un cantautor și folkist român.
În paralel cu școala generală, a studiat opt ani vioara la școala de muzică din Sighet. Din clasa a noua, împreună cu un grup de prieteni, a înființat grupul Mi bemol rock. Cu această formație, Ducu Bertzi cânta, la serile de dans ale liceului, piese românești și din repertoriul unor formații la modă. Treptat, a renunțat la chitara electrică în favoarea celei acustice, cauza fiind de natură tehnică (lipsa unor stații de amplificare și a instrumentelor de calitate).
Existența unui cenaclu literar din localitate l-a atras, Bertzi descoperind aici muzica poeziei. La primul festival de poezie și muzică de la Sighet (1973), Bertzi a câștigat marele premiu... o valiză.
Debutul pe o scenă recunoscută a avut loc în 1976 la Baia Mare, iar consacrarea în Cenaclul Flacăra a avut loc în toamna anului 1979, când a lansat cântecul "Când s-o-mpărțit norocul" în cadrul manifestărilor organizate de Cenaclul Flacăra, unde a activat până în 1985.
Între 1976-1979 Ducu Bertzi participa săptămânal la manifestările folk organizate în stagiunea de spectacole a Casei Studenților din București. Paralel cu genul care l-a consacrat, a devenit în scurt timp membru permanent al grupului Coral SONG, sub bagheta regretatului Ioan Luchian Mihalea. Activitatea concertistică a acestei formații corale i-a oferit lui Bertzi posibilitatea de a fi remarcat atât în calitate de membru al corului, cât și ca solist de muzică folk.
Prima înregistrare audio a fost realizată la Radiodifuziunea Română în noiembrie 1979, cu titlul Când s-o-mpărțit norocu. Din 1979 până în 1985 a susținut 1.400 de spectacole în cadrul Cenaclului Flacăra. După o perioadă în care muzica folk a intrat într-un con de umbră, în 1986, Ducu Bertzi a continuat să înregistreze noi piese, dintre care cele mai cunoscute s-au transformat în șlagăre: Și de-ar fi, Floare de colț, M-am îndrăgostit numai de ea, Suflet fără chei, Omul pădurii, Iertările, Unde oare, Focul vânat e gonit de vânt. A fost prezent în studiourile: TVR, PRO TV, Antena 1, 2, 3, PRO TV Internațional, Acasă, Național TV, Acasă TV, și în aproape toate studiourile de televiziune din țară, precum și din R. Moldova și Ungaria, pentru filmarea acestora. A participat la emisiuni radio la toate posturile radio naționale și regionale.
A susținut aproximativ 4.500 de concerte atât în țară, cât și în străinătate în mijlocul comunităților românești (21 de țări).
Din 1997 până în prezent, a realizat la Radio România Actualități emisiunea "Omul cu chitara" împreună cu Mihai Cosmin Popescu.

## Discografie
- Dor de ducă (1997)
- Sufletul meu (2000)
- Poveste de iarnă (album) (2000)
- Cântece din Maramureș (2004)
- Seara de Crăciun (2005)
- Best of 06 (2006)
- Floarea de colț (2003)
- Ducu Bertzi & Florian Pittis în concert (2009)
- Ducu Bertzi & Florian Pittis în concert (2010) DVD
- Colinde,Colinde (2009)